# São Miguel das Missões
São Miguel das Missões és un municipi de l'estat de Rio Grande do Sul (Brasil), que pertany a la Mesorregió Nord-oest Rio-Grandense i a la Microrregió de Santo Ângelo.
A São Miguel das Missões es localitza la Hisenda Arqueològica de São Miguel Arcanjo (Sant Miquel Arcàngel), on hi ha les ruïnes jesuítiques de l'antiga reducció de São Miguel Arcanjo. Van ser declarades Patrimoni de la Humanitat per la UNESCO el 1983.
La Hisenda Arqueològica conté el Museu de les Missions, on hi ha estàtues d'imatges sagrades, fetes pels indis guaranís.